# Scylaticus quadrifasciatus
Scylaticus quadrifasciatus là một loài ruồi trong họ Asilidae. Scylaticus quadrifasciatus được Engel & Cuthbertson miêu tả năm 1934. Loài này phân bố ở vùng nhiệt đới châu Phi.